# Adolf van Nassaukazerne
De Adolf van Nassaukazerne is een voormalige legerkazerne en was gelegen aan de Annerweg in Zuidlaren.
De kazerne is vernoemd naar Graaf Adolf van Nassau, die in 1568 tijdens de Slag bij Heiligerlee aan het begin van de Tachtigjarige Oorlog sneuvelde.
De kazerne behoort tot de categorie Boostkazerne. Ook wel bekend als Grensbataljonkazerne en naar een ontwerp van kapitein der Genie A.G.M. Boost.

## Geschiedenis
De Gemeente Zuidlaren kon in 1938 een kazerne krijgen als de gemeente gratis of zeer goedkope grond aan het rijk aanbod. Op 1 april 1938 werden 2 percelen aangekocht met een totale grote van 5 ha 59 are en 10 ca en op 18 juli 1938 begonnen met de bouw door het aannemersbedrijf Bos uit Warffum. De kazerne werd half april 1939 betrokken olv bataljonscommandant majoor J.H. Visser.
Toen Nederland op 15 mei 1940 capituleerde stond de kazerne leeg en werd deze in eerste instantie gebruikt door de Duitse bezetter op Nederlandse krijgsgevangen in onder te brengen. Vanaf juli 1941 wordt een opleidingseenheid van de Duitse Kriegsmarine in de kazerne geplaatst. Duitse soldaten kregen hier een basis opleiding voordat ze naar een van de havens gestuurd werden om daar ingezet te worden op Duitse marineschepen. In 1944 kwam op de kazerne een dependance van het veldlazaret dat in het Noorder Sanatorium van Dennenoord was gevestigd. Daar werden gewonde Duitse soldaten behandeld. Vlak voor de bevrijding van het Noorden werd de kazerne, onder druk van oprukkende Canadezen en Engelsen, verlaten. Door de Duitse krijgsgevangen gemaakte Frans-Canadese parachutisten werden daarbij achter gelaten.
Na de oorlog is de kazerne enige tijd gebruikt als opslagplaats voor allerlei materieel dat was achtergelaten door de Duitsers of dat in beslag was genomen van N.S.B.-ers. Op 2 oktober 1945 werd de kazerne weer in gebruik genomen door Nederlandse militairen. Uit de Binnenlandse Strijdkrachten uit het Noorden van het Land zijn een aantal compagnieën samengevoegd tot regimenten, die later erkend zouden worden als een reguliere eenheid, 1-12RI (1e bataljon van het 12e Regiment Infanterie). Deze eenheid vertrekt op 1 januari 1946 te voet uit de kazerne naar het station in Vries vanwaar zij met de trein naar Oostende en daarna per boot, via Engeland, naar Nederlands-Indië gaan.
Later in januari van 1946 wordt het Kaderbataljon 1 als onderdeel van de Kaderschool in de kazerne gevestigd. In november 1946 is heeft het Kaderbataljon plaats gemaakt voor een AAT eenheid die in Zuidlaren hun rijopleiding krijgt. Zij vertrekken in 1947 naar 'de Oost'. Bij een volkstelling in 1947 blijkt dat er ongeveer 700 militairen zijn gelegerd in de kazerne. Nadat verschillende andere eenheden in de kazerne gevestigd zijn geweest komt eind september, begin oktober 1950 het 2e Instructiebataljon 'Fuseliers Prinses Irene' op de Adolf van Nassaukazerne. Hier worden gedurende 6 maanden dienstplichtige militairen opgeleid voordat ze overgeplaatst worden naar parate eenheden in Nunspeet of Oirschot. In mei 1953 vertrekt het Instructiebataljon naar Vught en Schalkhaar.
Op 5 juni 1953 komen de nieuwe bewoners aan op de Adolf van Nassaukazerne, deze militairen behoren tot 422e Infanterie Bataljon Johan Willem Friso. Op 18 juli 1957 werd dit bataljon hernoemd in 44e Bataljon Infanterie JWF en in 1960 werd de naam opnieuw veranderd in 44 Pantserinfanterie Bataljon JWF (44 Painfbat). In 1979 vertrek 44 Painfbat als Dutchbatt naar Libanon.
De kazerne staat nu leeg en aangezien de kazerne in Assen een  renovatie ondergaat worden achtereenvolgens de 42e Afdeling Veldartillerie en de 42e Geneeskundige compagnie in de kazerne ondergebracht. De laatst genoemde vertrekt als eerste weer in oktober van 1981 terwijl de afdeling veldartillerie op 6 januari 1984 vertrekt naar Assen. Daarvoor in de plaats komt een nieuw op te richten 44e Pantserinfanterie Bataljon dat vervolgens tot het moment van sluiten in de Adolf van Nassau kazerne gelegerd blijft.
Op 16 april 1992 werd op de Brink in Zuidlaren door Commandant 44 Painfbat, Luitenant-kolonel A. de Munnik, de traditie van het Regiment Infanterie Johan Willem Friso overgedragen aan 43 Painfbat uit Assen. Daarmee kwam een eind aan het garnizoen Zuidlaren dat, rekenend vanaf 1939, 53 jaar stand heeft gehouden.
In de kazerne wordt daarna van 1992 tot 1995 nog gebruikt als tijdelijk AZC om vervolgens deels gesloopt te worden. Heden ten dage rest enkel nog het oude Poortgebouw welke gebruikt wordt als dienstencentrum. Op het terrein van de voormalige kazerne is een woonwijk verrezen met straatnamen die verwijzen naar de militaire historie, zoals o.a. de 'Infanterielaan' of de 'Bataljonslaan'.